# Whiteside County
Das Whiteside County ist ein County im US-amerikanischen Bundesstaat Illinois. Im Jahr 2010 hatte das County 58.498 Einwohner und eine Bevölkerungsdichte von 33 Einwohnern pro Quadratkilometer. Der Verwaltungssitz (County Seat) ist Morrison.

## Geografie
Das County liegt im Nordwesten von Illinois am Ostufer des Mississippi, der gleichzeitig die natürliche Grenze zu Iowa bildet. Von Osten nach Südwesten wird das County vom Rock River durchflossen. Das Whiteside County hat eine Fläche von 1805 Quadratkilometern, wovon 32 Quadratkilometer Wasserfläche sind. Es grenzt an folgende Nachbarcountys:
|                       | Carroll County | Ogle County   |
| Clinton County (Iowa) |                | Lee County    |
| Rock Island County    | Henry County   | Bureau County |

## Geschichte

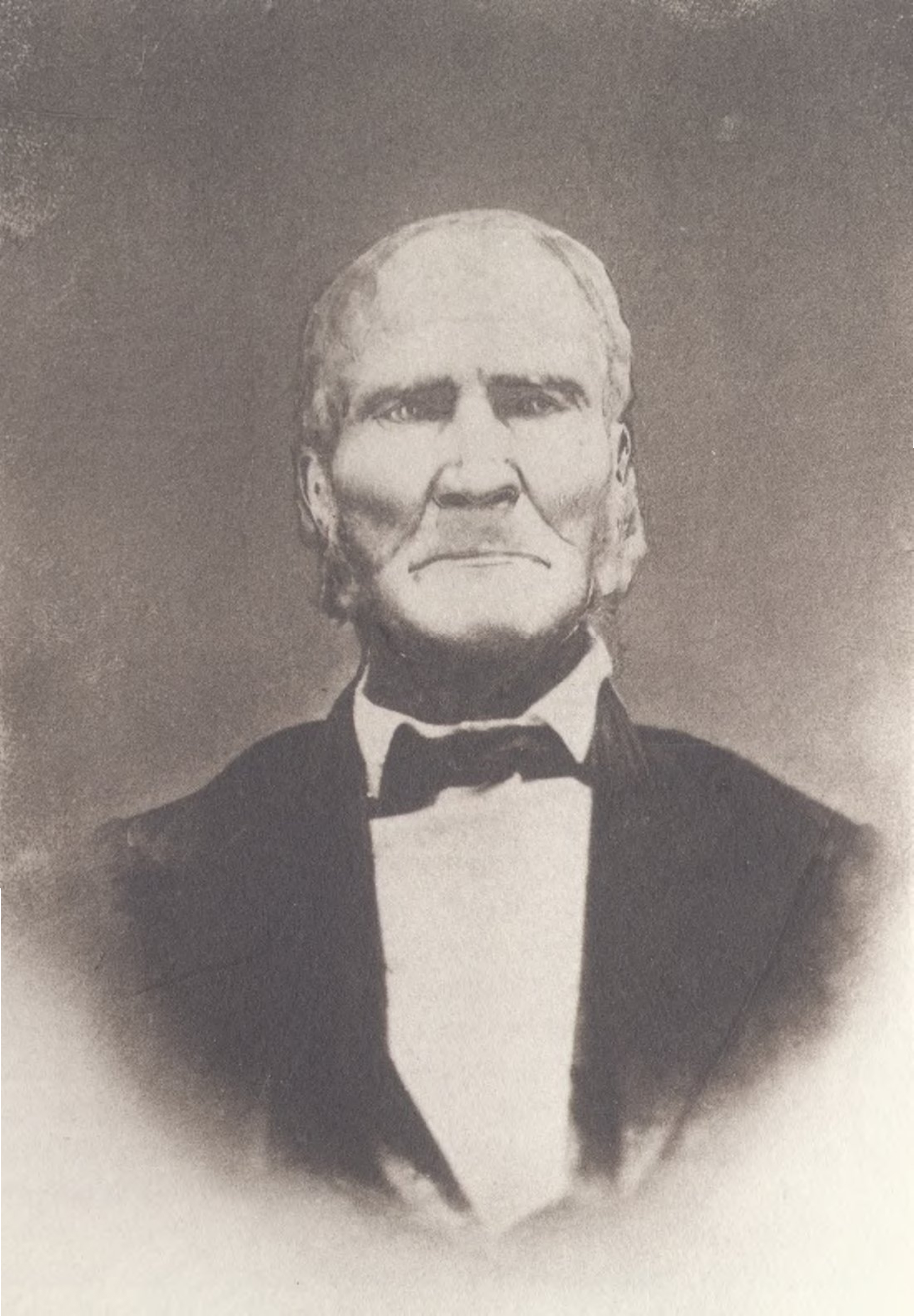
Whiteside

Das Whiteside County wurde am 16. Januar 1836 aus Teilen des Jo Daviess County und des Henry County gebildet. Benannt wurde es nach Samuel Whiteside, einem Colonel der territorialen Miliz und General während des Black - Hawk - Krieges.

## Demografische Daten
Nach der Volkszählung im Jahr 2010 lebten im Whiteside County 58.498 Menschen in 23.831 Haushalten. Die Bevölkerungsdichte betrug 33 Einwohner pro Quadratkilometer. In den 23.831 Haushalten lebten statistisch je 2,43 Personen.
Ethnisch betrachtet setzte sich die Bevölkerung zusammen aus 92,2 Prozent Weißen, 1,3 Prozent Afroamerikanern, 0,3 Prozent amerikanischen Ureinwohnern, 0,5 Prozent Asiaten sowie aus anderen ethnischen Gruppen; 2,2 Prozent stammten von zwei oder mehr Ethnien ab. Unabhängig von der ethnischen Zugehörigkeit waren 11,0 Prozent der Bevölkerung spanischer oder lateinamerikanischer Abstammung.
23,5 Prozent der Bevölkerung waren unter 18 Jahre alt, 59,0 Prozent waren zwischen 18 und 64 und 17,5 Prozent waren 65 Jahre oder älter. 50,9 Prozent der Bevölkerung war weiblich.

Das jährliche Durchschnittseinkommen eines Haushalts lag bei 45.359 USD. Das Prokopfeinkommen betrug 22.956 USD. 11,8 Prozent der Einwohner lebten unterhalb der Armutsgrenze.

## Ortschaften im Whiteside County
Citys
| - Fulton - Morrison - Prophetstown | - Rock Falls - Sterling |

Villages
| - Albany - Coleta - Deer Grove | - Erie - Lyndon - Tampico |

Unincorporated Communities
| - Agnew - Como - East Clinton - Emerson - Fenton - Galt | - Garden Plain - Grimes Addition - Hahnaman - Leon Corners - Malvern - Maple Lane | - Mineral Springs - Penrose - Round Grove - Shore Acres - Steelton - Thomas | - Union Grove - Unionville - Woodlawn Heights - Yeoward Addition |

## Gliederung
Das Whiteside County ist in 22 Townships eingeteilt:
| Township              | Einwohner (2010) | FIPS     |
| --------------------- | ---------------- | -------- |
| Albany Township       | 1.076            | 17-00529 |
| Clyde Township        | 402              | 17-15144 |
| Coloma Township       | 11.371           | 17-15651 |
| Erie Township         | 2.006            | 17-24387 |
| Fenton Township       | 536              | 17-25817 |
| Fulton Township       | 4.251            | 17-28157 |
| Garden Plain Township | 1.072            | 17-28586 |
| Genesee Township      | 784              | 17-28833 |
| Hahnaman Township     | 399              | 17-32174 |
| Hopkins Township      | 2.156            | 17-36178 |
| Hume Township         | 411              | 17-36581 |

| Township                | Einwohner (2010) | FIPS     |
| ----------------------- | ---------------- | -------- |
| Jordan Township         | 899              | 17-38700 |
| Lyndon Township         | 1.057            | 17-45291 |
| Montmorency Township    | 2.612            | 17-50270 |
| Mount Pleasant Township | 4.939            | 17-51076 |
| Newton Township         | 450              | 17-52857 |
| Portland Township       | 422              | 17-61262 |
| Prophetstown Township   | 2.615            | 17-61990 |
| Sterling Township       | 18.035           | 17-72553 |
| Tampico Township        | 1.148            | 17-74483 |
| Union Grove Township    | 1.244            | 17-76758 |
| Ustick Township         | 613              | 17-77070 |

| Fulton Ustick Clyde Genesee Jordan Sterling Coloma Mont- morency Hahna- man Tampico Prophets- town Portland Erie Newton Albany Garden Plain Union Grove Mount Pleasant Hopkins Hume Lyndon Fenton |